# ヴァンラム県
ヴァンラム県（ヴァンラムけん、ベトナム語：Huyện Văn Lâm / 縣文林?）は、ベトナム社会主義共和国フンイエン省の県である。

## 行政区画
以下の1市鎮10社を管轄する。
- ニュークイン市鎮（Như Quỳnh / 如瓊）
- チーダオ社（Chỉ Đạo / 止道）
- ダイドン社（Đại Đồng / 大同）
- ディンズー社（Đình Dù / 亭油）
- ラックダオ社（Lạc Đạo / 樂道）
- ラックホン社（Lạc Hồng / 樂鴻）
- ルオンタイ社（Lương Tài / 良才）
- ミンハイ社（Minh Hải / 明海）
- タンクアン社（Tân Quang / 新光）
- チュンチャック社（Trưng Trắc / 徵側）
- ヴィエトフン社（Việt Hưng / 越興）